# Кашиас (Мараньян)

Кашиас на карте штата.

Кашиас (порт. Caxias) — муниципалитет в Бразилии, входит в штат Мараньян. Составная часть мезорегиона Восток штата Мараньян. Входит в экономико-статистический микрорегион Кашиас. Население составляет 155 129 человек на 2010 год. Занимает площадь 5196,771 км². Плотность населения — 29,85 чел./км².
Праздник города — 1 августа.

## История
Город основан 5 июня 1836 года.

## Демография
Согласно сведениям, собранным в ходе переписи 2010 г. Национальным институтом географии и статистики (IBGE), население муниципалитета составляет:
| Полное население                               | Полное население                               | Полное население                               | Полное население                               | 155 129 |
| ---------------------------------------------- | ---------------------------------------------- | ---------------------------------------------- | ---------------------------------------------- | ------- |
| в том числе:                                   | Городское население                            | 118 534                                        | Процент городского населения, %                | 76,41   |
|                                                | Сельское население                             | 36 595                                         | Процент сельского населения, %                 | 23,59   |
|                                                | Мужское население                              | 75 082                                         | Процент мужского населения, %                  | 48,40   |
|                                                | Женское население                              | 80 047                                         | Процент женского населения, %                  | 51,60   |
| Плотность населения, чел/км²                   | Плотность населения, чел/км²                   | Плотность населения, чел/км²                   | Плотность населения, чел/км²                   | 29,85   |
| Население муниципалитета в % к населению штата | Население муниципалитета в % к населению штата | Население муниципалитета в % к населению штата | Население муниципалитета в % к населению штата | 2,36    |

По данным оценки 2016 года, население муниципалитета составляет 161 137 жителей.

## Статистика
- Валовой внутренний продукт на 2004 год составляет 437 428 000,00 реалов (данные: Бразильский институт географии и статистики).
- Валовой внутренний продукт на душу населения на 2004 год составляет 3060,00 реалов (данные: Бразильский институт географии и статистики).
- Индекс развития человеческого потенциала на 2000 год составляет 0,614 (данные: Программа развития ООН).

## География
Климат местности: экваториальный.

## Известные уроженцы
- Гонсалвес Диас, Антонио (1823—1864) — бразильский поэт.
- Коэлью Нету, Энрике (1864—1934) — бразильский писатель.